# È arrivato il gatto
È arrivato il gatto (Alias St. Nick) è un film del 1935 diretto da Rudolf Ising. È un cortometraggio d'animazione della serie Happy Harmonies, distribuito negli Stati Uniti il 16 novembre 1935. Il topolino protagonista del film si evolverà l'anno successivo in Cheeser, uno dei pochi personaggi ricorrenti della serie.

## Trama
Una topolina sta leggendo "A Visit from St. Nicholas" ai suoi figlioletti, quando un gatto cerca invano di introdursi nella loro casa. Sentendo i topolini discutere dell'esistenza di Babbo Natale (uno di loro infatti non ci crede), il gatto si reca in un negozio di giocattoli e si traveste da Babbo Natale per poi tornare alla casa. Qui porta i regali ai topolini, cercando varie volte di farne entrare uno in una casetta in cui ha nascosto una trappola. Ma i vivaci roditori involontariamente lo smascherano e quindi lo cacciano via usando i giocattoli stessi. Evitata la tragedia, il topolino scettico può prendersi gioco dei propri fratelli.

## Distribuzione

### Edizioni home video
Il corto è stato distribuito in DVD in America del Nord dalla Warner Home Video il 29 maggio 2007, come extra nel terzo disco della Katharine Hepburn 100th Anniversary Collection (dedicato a Il diavolo è femmina).